# Ligament antérieur de l'articulation du poignet
Le ligament antérieur de l'articulation du poignet est un ligament de la face antérieure de l'articulation radio-carpienne.
Il est composé du ligament radio-carpien palmaire et du ligament ulno-carpien palmaire.